# اوياكودون
اوياكودون (باليابانية: 親子丼) هو دونبوري، أو طبق أرز ياباني، حيث يتم طهي الدجاج والبيض وشرائح البصل الأخضر (أو في بعض الأحيان البصل العادي) والمكونات الأخرى معًا في حساء مصنوع من صلصة الصويا والمرق، ثم يقدم فوق وعاء كبير من الأرز. اسم الطبق هو انعكاس شعري لكل من الدجاج والبيض المستخدم في الطبق.

## تاريخياً
أصل الطبق غير معروف. أول ذكر مكتوب للمصطلحين "أوياكو" و"دون" معًا كان في إعلان في إحدى الصحف لمطعم في كوبه عام 1884. يذكر الإعلان أطباقًا تسمى أوياكوجودون، وأوياكوميدون، وأوياكوتشودون، وربما يشير إلى أحجام مختلفة.

## الاختلافات
العديد من الأطباق اليابانية الأخرى تدور حول موضوع الوالدين والطفل أوياكودون. تانيندون (他人丼)، وتعني حرفيًا "وعاء غريب"، هو مطابق بخلاف ذلك ولكنه يستبدل الدجاج بلحم البقر أو لحم الخنزير. يُعرف طبق السلمون وبطارخ السلمون الذي يتم تقديمه نيئًا فوق الأرز باسم ساكي أوياكودون (鮭親子丼).

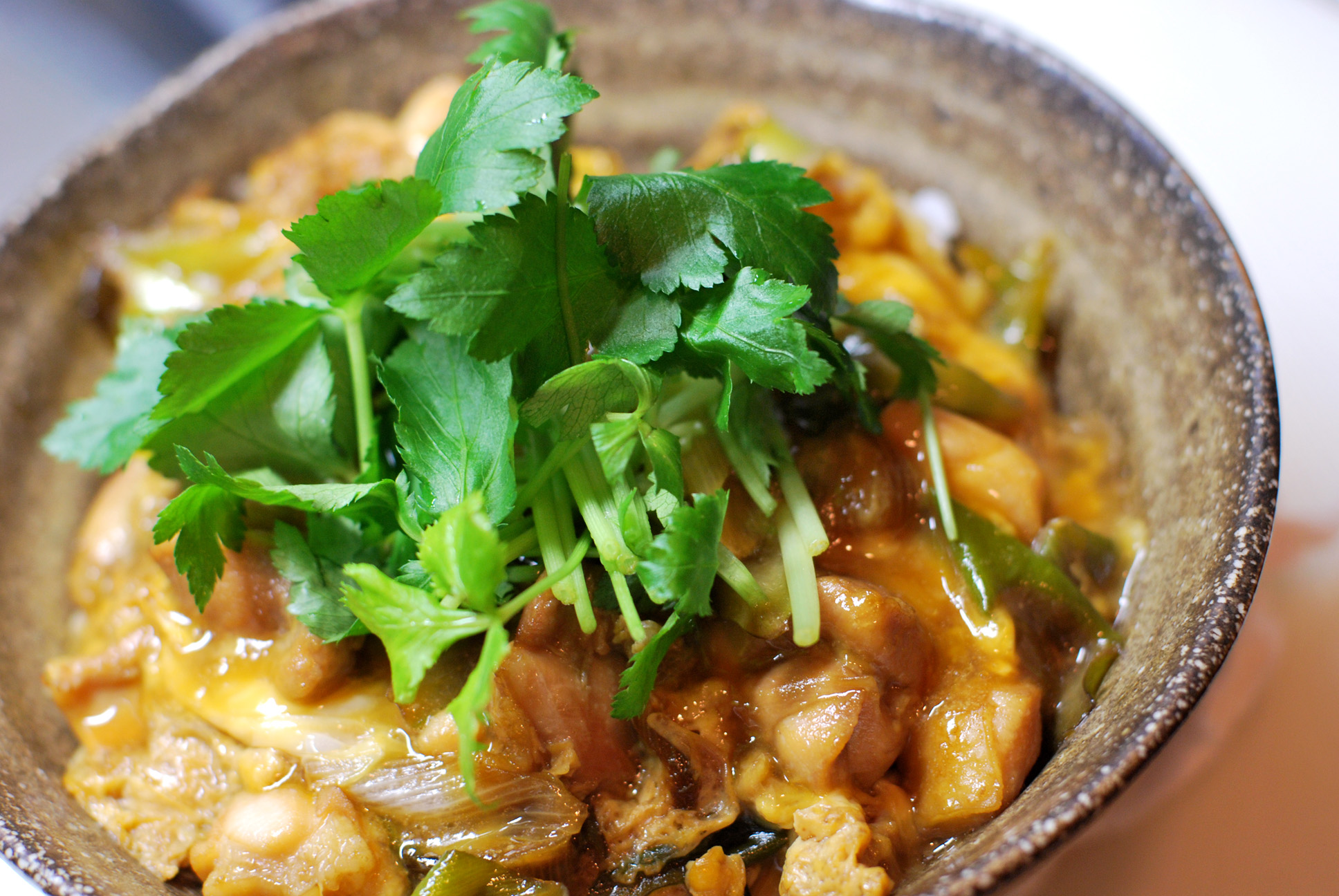
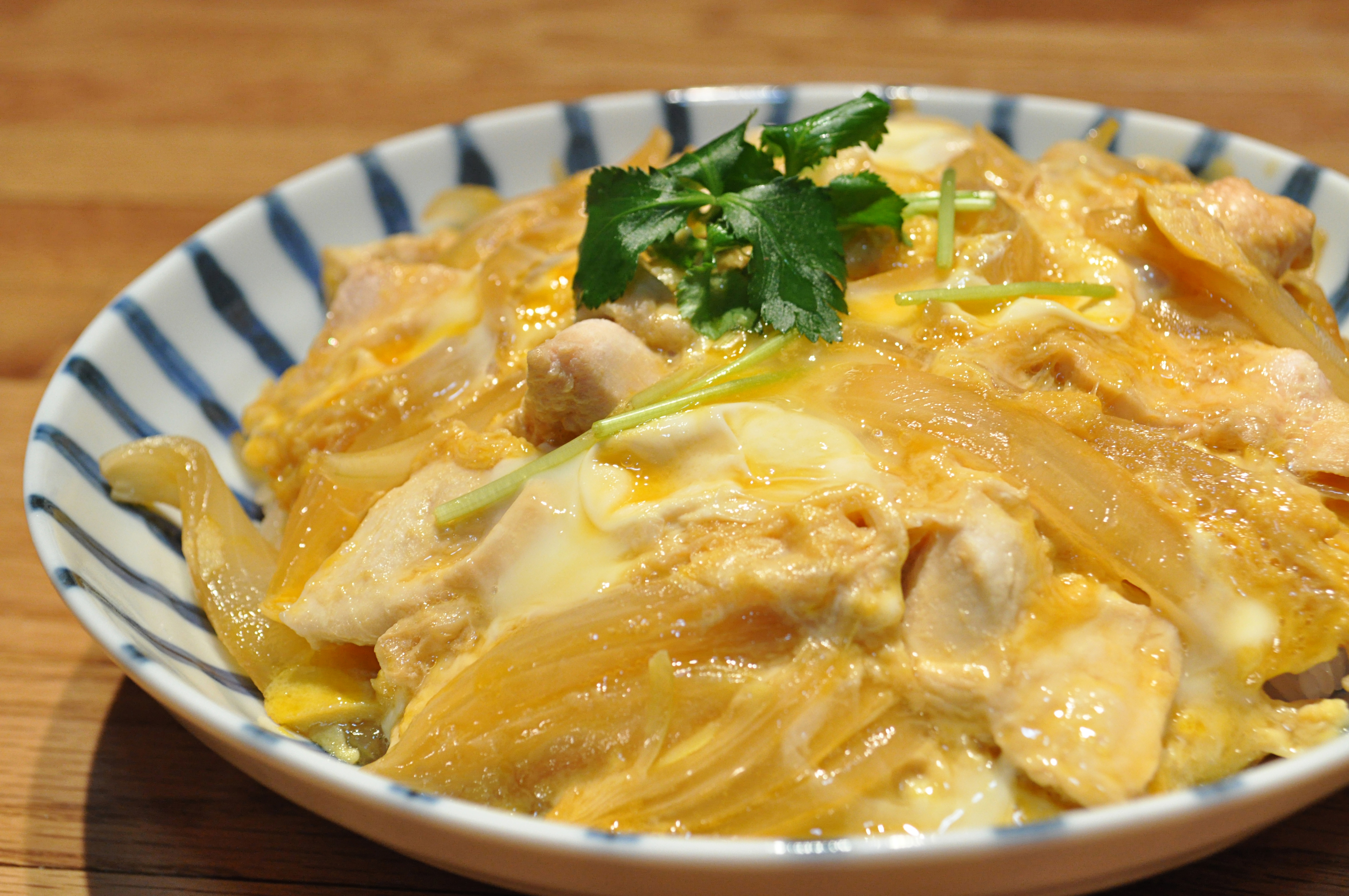
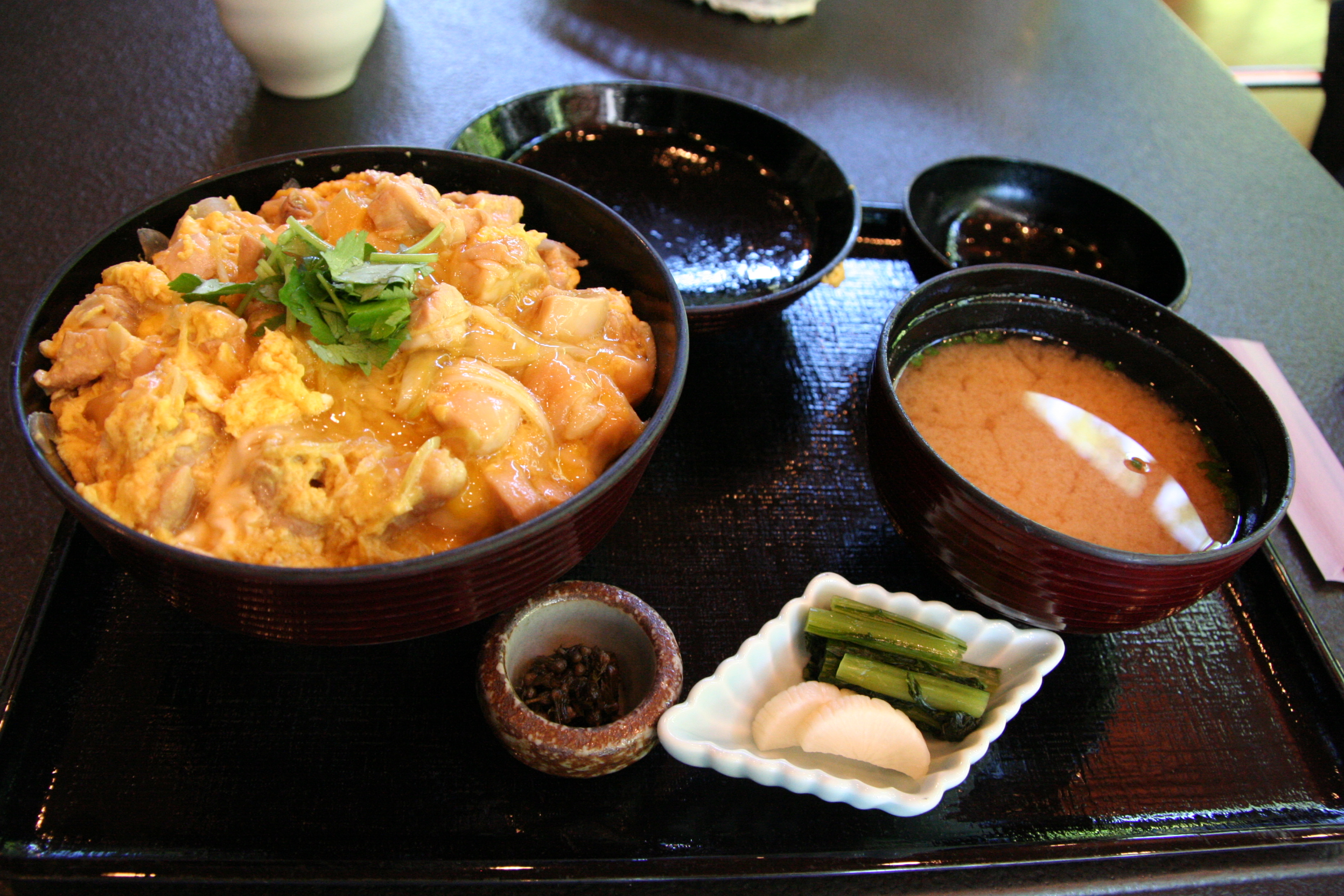